# خرموش راه‌راه میندورو
خرموش راه‌راه میندورو (نام علمی: Chrotomys mindorensis) نام یک گونه از سرده خرموش‌های راه‌راه لوزان است.